# Ptasia Góra (Góry Stołowe)
Ptasia Góra (851 m n.p.m.) – szczyt na wierzchowinie stoliwa Skalniak w paśmie Gór Stołowych, w Sudetach Środkowych, położony na terenie Parku Narodowego Gór Stołowych.
Wzniesienie położone jest w granicach Parku Narodowego Gór Stołowych, w środkowo-zachodniej części Gór Stołowych, około 3,0 km na południowy zachód od Karłowa.
Rozległe płaskie wzniesienie z niewyraźnie zaznaczonym szczytem, wznoszące się na południowej krawędzi rozciągniętej wierzchowiny szczytowej stoliwa Skalniak, która rozciąga się poziomo na osi wschód-zachód. Szczyt wzniesienia wznosi się kilka metrów ponad wierzchowinę stanowiąc zwieńczenie rozległego piaskowcowego stoliwa od strony południowej. Wzniesienie, jak większość wzniesień w Górach Stołowych, zbudowane jest z górnokredowych piaskowców ciosowych. Zbocza wzniesienia po stronie zachodniej, wschodniej i północnej są łagodne i porośnięte lasem. Zbocze południowe stanowi ścianę stoliwa Skalniak i stromo opada w kierunku południowym. Na północ od szczytu położone są źródliska potoków Czermnica i czes. Židovka oraz znikome pozostałości resztek dawnych torfowisk: Długie Mokradło i Krągłe Mokradło, na których występuje sosna błotna – gatunek z Polskiej Czerwonej Księgi Roślin. Na północny zachód około 900 m od szczytu wzniesienia położone są Błędne Skały z zespołem formacji skalnych, tworzących malowniczy labirynt typu skalne miasto.